# Озаско (Италия)
Вижте пояснителната страница за други значения на Озаско.
Оза̀ско (на италиански: Osasco; на пиемонтски: Osasch, Озаск) е село и община в Метрополен град Торино, регион Пиемонт, Северна Италия. Разположено е на 344 m надморска височина. Към 1 януари 2020 г. населението на общината е 1168 души, от които 27 са чужди граждани.